# Пежо тип 21
Пежо тип 21 (фр. Peugeot Typ 21) је моторно возило произведено између 1898. и 1901. од стране француског произвођача аутомобила Пежо у њиховој фабрици у Оданкуру. У том раздобљу је укупно произведено 9 јединица.
Возило је покретао четворотактни мотор постављен позади, произведен од стране самог Пежоа. Мотор са два цилиндра је постављен паралелно, а не у В-формату. Мотор се налазио иза возача изнад задње осовине. Његова максимална снага била је између 5 и 8 КС и преношена је на задње точкове преко ланчаног механизма.
Тип 21 у потпуности одговара конструкцији типа 24, који се појавио исте године, само је повећан међуосовински размак са 1380 мм на 1650 мм и дужина на 2600 мм. Каросерија је дизајнирана као купе са простором за четири особе.
Године 1900. Пежо је имао у понуди типове 31 и 30. Тип 30 се сматрао отвореним типом 21, али наспрам 9 продати јединица типа 21, тип 30 је достигао ниво производње од 84 јединица у току две године, што се поклапа са периодом брзог раста француске ауто индустрије као и ауто индустрије у целини.